# Dannie Abse
Compléments
Royal Society of Literature
Dannie Abse, né le 22 septembre 1923 à Cardiff et mort le 28 septembre 2014  à Londres, est un poète gallois.

## Biographie
Dannie Abse est commandeur de l'ordre de l'Empire britannique (CBE).
Il obtient le Wales Book of the Year (en) en 2008 pour The Presence.

## Distinctions
- Commandeur de l'ordre de l'Empire britannique

## Œuvres
Ses œuvres ne sont pas traduites en français.

### Poésie
- After Every Green Thing, 1948
- Walking Under Water, 1952
- Fire in Heaven, 1956
- Mavericks: An Anthology (éditeur avec Howard Sergeant), 1957
- Tenants of the House: Poems 1951-1956, 1957
- Poems, Golders Green, 1962
- Poems! Dannie Abse: A Selection, 1963
- Modern European Verse, 1964
- Medicine on Trial, 1967
- Three Questor Plays, 1967
- A Small Desperation, 1968
- Demo Sceptre, 1969
- Selected Poems, 1970
- Modern Poets in Focus 1, 1971
- Modern Poets in Focus 3, 1971
- Thirteen Poets, 1972
- Funland and Other Poems, 1973
- Modern Poets in Focus 5, 1973
- The Dogs of Pavlov, 1973
- A Poet in the Family, 1974
- Penguin Modern Poets 26 (Dannie Abse, D. J. Enright and Michael Longley), 1975
- Collected Poems 1948-1976, 1977
- More Words, 1977
- My Medical School, 1978
- Pythagoras, 1979
- Way Out in the Centre, 1981
- A Strong Dose of Myself, 1983
- One-legged on ice: poems, 1983
- Doctors and Patients, 1984
- Ask the Bloody Horse, 1986
- Journals From the Ant Heap, 1986
- Voices in the Gallery: Poems and Pictures (éditeur avec Joan Abse), 1986
- The Music Lover's Literary Companion (éditeur avec Joan Abse Robson, 1988
- The Book of Post-War British Poetry (éditeur), 1989
- White Coat, Purple Coat: Collected Poems 1948-1988, 1989
- People (contributor National Language Unit of Wales, 1990
- Remembrance of Crimes Past: Poems 1986-1989, 1990
- The View from Row G: Three Plays, 1990
- Intermittent Journals Seren, 1994
- On the Evening Road, 1994
- Selected Poems Penguin, 1994
- The Gregory Anthology 1991-1993 (éditeur avec A. Stevenson), 1994
- Twentieth-Century Anglo-Welsh Poetry', 1997
- Welsh Retrospective, 1997
- Arcadia, One Mile, 1998
- Be seated, thou: poems 1989-1998, 1999
- Encounters Hearing Eye, 2001
- Goodbye, Twentieth Century: An Autobiography, 2001
- New and Collected Poems, 2002
- The Two Roads Taken: A Prose Miscellany, 2003
- Yellow Bird, 2004
- Running Late, 2006
- 100 Great Poems of Love and Lust: Homage to Eros, 2007
- The Presence, 2007
- New Selected Poems 1949-2009: Anniversary Collection, 2009
- Speak, Old Parrot, 2013

### Fiction
- Ash on a Young Man's Sleeve, 1954
- Some Corner of an English Field, 1956
- O Jones, O Jones, 1970
- There Was A Young Man From Cardiff, 1991
- The Strange Case of Dr Simmonds & Dr Glas, 2002